# 馬科維奇
50°55′1″N 24°43′23″E / 50.91694°N 24.72306°E
馬科維奇（羅馬化：Makovychi）是烏克蘭的村落，位於該國西部沃倫州，由科韋利區負責管轄，始建於1545年，面積1.23平方公里，海拔高度201米，2001年人口273，人口密度每平方公里221.77人。